# Pinus lagunae
Pinus lagunae — вид голонасінних рослин з родини соснових. Діапазоном поширення виду є Мексика (Південна Нижня Каліфорнія: Сьєрра-де-ла-Лагуна).